# Chef de l'opposition (Irlande)
Pour les articles homonymes, voir Chef de l'opposition.
Le chef de l'Opposition (en anglais : Leader of the Opposition ; en irlandais : Ceannaire an Fhreasúra) de l'Irlande est la personnalité politique qui, du moins en théorie, dirige l'opposition parlementaire à la chambre basse du Parlement, le Dáil Éireann. L'actuel titulaire du poste est Mary Lou McDonald, du Sinn Féin.

## Historique
Par convention, le chef de l'Opposition est le chef du plus grand parti politique ne faisant pas partie du gouvernement. Historiquement, les deux grands partis ont toujours été le Fianna Fáil (FF) et le Fine Gael (FG), et donc la fonction de chef de l'Opposition alternait généralement entre eux. Toutefois, immédiatement après l'octroi de l'indépendance, en 1922, c'est le chef du Parti travailliste (Labour) qui était chef de l'opposition, le Sinn Féin (SF) puis le Fianna Fáil refusant alors de reconnaître le Dáil Éireann.
Après les élections générales anticipées du 25 février 2011, le Fine Gael devint, pour la première fois, le plus grand parti de l'assemblée, le Labour se classant, également pour la première fois de l'histoire du pays, en deuxième position. Toutefois, comme ces deux partis constituèrent une coalition gouvernementale, le poste de chef de l'Opposition revint au chef du troisième parti du Dáil,  Micheál Martin, du Fianna Fáil.

## Pouvoirs et fonctions
Le chef de l'Opposition n'a pas un rôle officiel important, dans la mesure où la majorité des fonctions du poste sont honorifiques, cérémonielles ou nominales. Il est systématiquement vu comme le Premier ministre (Taiseach) alternatif à celui en fonction, et dirige un gouvernement alternative appelé Front Bench. Cependant, tous les autres partis n'étant pas au gouvernement ont leur propre Front Bench.

## Opposition actuelle
À partir du 27 juin 2020, la coalition FF-FG-Vert occupe les bancs du gouvernement dans la salle des sessions du Dáil. Les bancs de l'opposition se composent des 37 députés du Sinn Féin.

## Liste des titulaires
| Rang  | Nom | Nom                 | Dates            | Dates            | Durée                      | Parti   |
| ----- | --- | ------------------- | ---------------- | ---------------- | -------------------------- | ------- |
| 1.    |     | Thomas Johnson      | 6 décembre 1922  | 11 août 1927     | 4 ans, 8 mois et 5 jours   | Lab     |
| 2.    |     | Éamon de Valera     | 11 août 1927     | 9 mars 1932      | 4 ans, 6 mois et 27 jours  | FF      |
| 3.    |     | William T. Cosgrave | 9 mars 1932      | Janvier 1944     | 11 ans, 3 mois et 11 jours | CnaG FG |
| 4.    |     | Thomas F. O'Higgins | Janvier 1944     | 9 juin 1944      | 5 mois et 8 jours          | FG      |
| 5.    |     | Richard Mulcahy     | 9 juin 1944      | 18 février 1948  | 3 ans, 8 mois et 9 jours   | FG      |
| (2.)  |     | Éamon de Valera     | 18 février 1948  | 13 juin 1951     | 3 ans, 3 mois et 26 jours  | FF      |
| 6.    |     | John A. Costello    | 13 juin 1951     | 2 juin 1954      | 2 ans, 11 mois et 20 jours | FG      |
| (2.)  |     | Éamon de Valera     | 2 juin 1954      | 20 mars 1957     | 2 ans, 9 mois et 18 jours  | FF      |
| (6.)  |     | John A. Costello    | 20 mars 1957     | 21 octobre 1959  | 2 ans, 7 mois et 1 jour    | FG      |
| 7.    |     | James Dillon        | 21 octobre 1959  | 21 avril 1965    | 5 ans et 6 mois            | FG      |
| 8.    |     | Liam Cosgrave       | 21 avril 1965    | 14 mars 1973     | 7 ans, 10 mois et 21 jours | FG      |
| 9.    |     | Jack Lynch          | 14 mars 1973     | 5 juillet 1977   | 4 ans, 3 mois et 21 jours  | FF      |
| 10.   |     | Garret FitzGerald   | 5 juillet 1977   | 30 juin 1981     | 3 ans, 11 mois et 25 jours | FG      |
| 11.   |     | Charles J. Haughey  | 30 juin 1981     | 9 mars 1982      | 8 mois et 7 jours          | FF      |
| (10.) |     | Garret FitzGerald   | 9 mars 1982      | 14 décembre 1982 | 9 mois et 5 jours          | FG      |
| (11.) |     | Charles J. Haughey  | 14 décembre 1982 | 10 mars 1987     | 4 ans, 2 mois et 24 jours  | FF      |
| 12.   |     | Alan Dukes          | 10 mars 1987     | 20 novembre 1990 | 3 ans, 8 mois et 10 jours  | FG      |
| 13.   |     | John Bruton         | 20 novembre 1990 | 15 décembre 1994 | 4 ans et 25 jours          | FG      |
| 14.   |     | Bertie Ahern        | 15 décembre 1994 | 26 juin 1997     | 2 ans, 6 mois et 11 jours  | FF      |
| (13.) |     | John Bruton         | 26 juin 1997     | 9 février 2001   | 3 ans, 7 mois et 14 jours  | FG      |
| 15.   |     | Michael Noonan      | 9 février 2001   | 6 juin 2002      | 1 an, 3 mois et 28 jours   | FG      |
| 16.   |     | Enda Kenny          | 6 juin 2002      | 9 mars 2011      | 8 ans, 9 mois et 3 jours   | FG      |
| 17.   |     | Micheál Martin      | 9 mars 2011      | 27 juin 2020     | 9 ans, 3 mois et 18 jours  | FF      |
| 18.   |     | Mary Lou McDonald   | 27 juin 2020     | en cours         | 4 ans, 8 mois et 9 jours   | SF      |